# Кальвария

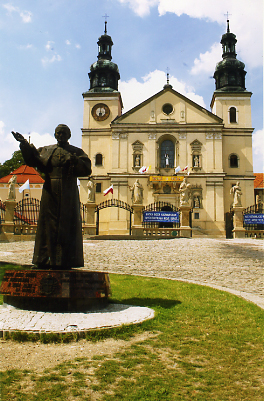
Кальвария Зебжидовского — памятник Всемирного наследия

Кальвария (лат. Calvaria — Голгофа) — наименование архитектурных композиций или архитектуры малых форм, употребляемое у католиков. Обычно этим термином называются капеллы, построенные на холмах, за чертой города или в иных местах, в каждой из которых установлена скульптурная композиция на сюжет страданий Христа. Является местом католического паломничества. Капеллы повторяют Крестный путь Иисуса Христа, проложенный по улицам Иерусалима (Via Dolorosa / Via Crucis).

## История
Расцвет культа Крестного пути Христа на Голгофу в странах Западной Европы приходится на XV век. В это время возник интерес к местам, где происходили события Священной истории. Паломничество в Иерусалим в то время было чрезвычайно опасным и почти невозможным в результате стремительного распространения мусульманского влияния. Поэтому в Европе уже со времен раннего средневековья постепенно стала возникать традиция строительства разного рода копий и повторений святынь Палестины и Иерусалима. В истории европейских католических паломничеств кальварии играли значительную роль и символически замещали паломничество в Иерусалим. В средние века паломники, посещавшие определённую кальварию, могли получить индульгенцию. Кальварии располагались на местах старых языческих капищ и часто основывались в память значимых для различных европейских народов определённых исторических событий.
Однако полномасштабные топографические копии Крестного пути появились только в конце XV — начале XVI веков. У паломников появилась возможность «посетить» и «увидеть» святые места. Первая кальвария «Scala Coeli» (Небесная лестница) была построена в 1405—1420 годах доминиканцем блаженным Альваресом в испанской Кордове. Эта кальвария представляла только четыре символические «остановки» (итал. stazioni) Христа на Крестном пути. Кальвария в Любеке, построенная в 1468 году, также включала четыре остановки. В 1489 году папа Иннокентий XI официально подтвердил религиозную практику Крестного пути, но количество остановок не было регламентировано.
В Италии пространственные копии Крестного пути часто называют «Святые горы». Самые старые — Святые горы в Италии близ Абруццо (1453). В Сакро-Монте-ди-Варалло, в Пьемонте, капеллы были заложены в 1491 году братом францисканцем Бернардино Каими при участии художника Дж. Феррари. Сорок две капеллы располагаются на склонах горы Трёх Крестов на левом берегу реки Сесиа, которая течёт по долине Мосталоне. Здесь находятся натуралистически изображенные персонажи евангельских событий, созданные в полный человеческий рост со стеклянными глазами, натуральными волосами и одетыми в настоящую одежду. Комплекс Голгофы с двенадцатью капеллами — остановками в Сакро монте Домодоссола Кальварио был построен в 1656 году. Святые горы Пьемонта и Ломбардии включают девять архитектурных ансамблей XVI—XVII веков.
Во время протестантской Реформации строительство кальвариев в Западной Европе приостановилось. В это время кальварии, как знак католического наследия, часто разрушались в протестантских регионах. После Контрреформации строительство кальвариев возобновилось. В то время значительную роль в распространении кальвариев сыграли популярные в то время сочинения монаха Андриана Круйса, в которых он описывал своё паломничество в Святую Землю. Обязательным сюжетом и знаком кальварии является фигура Христа, несущего крест.

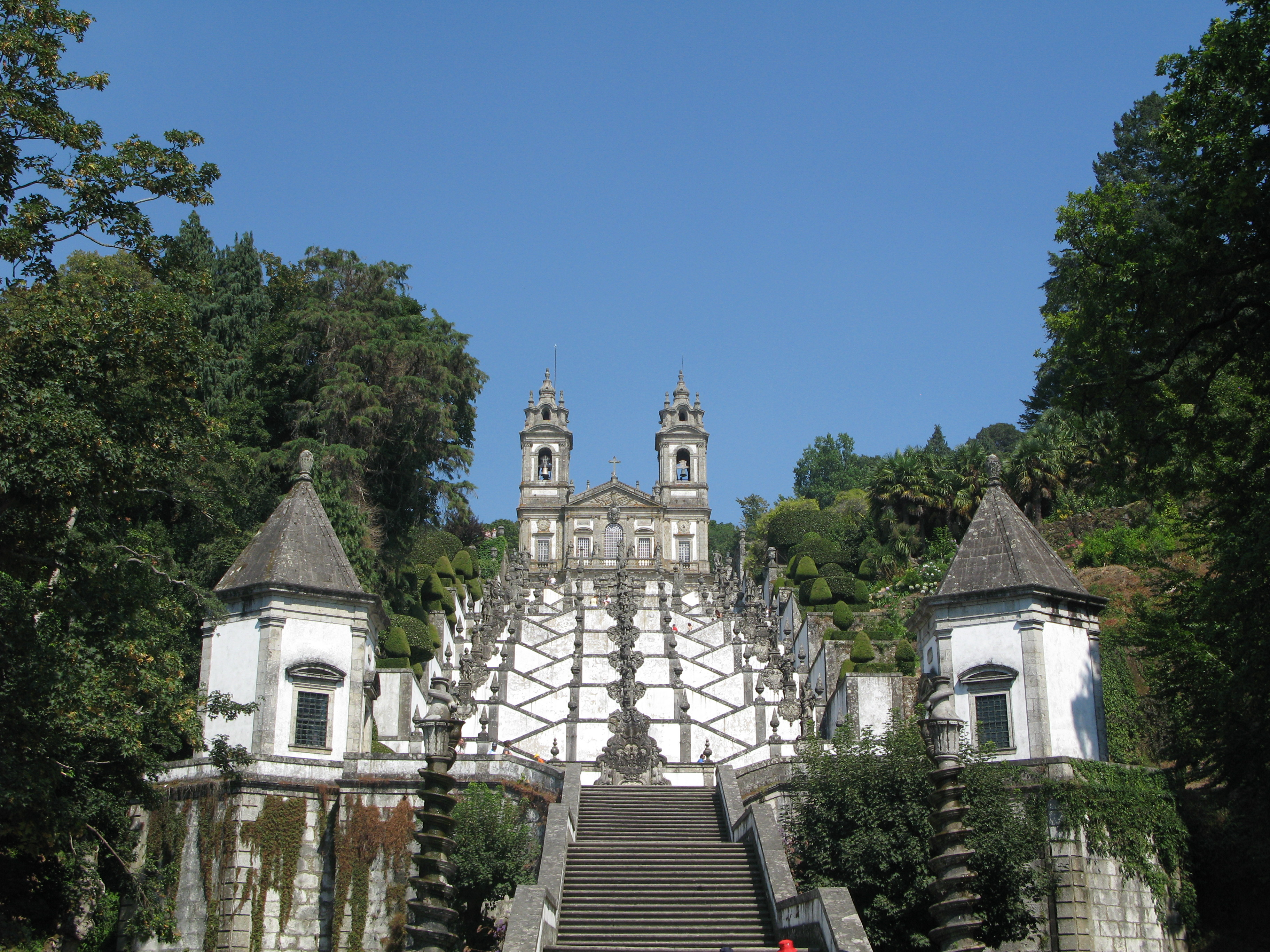
Бон-Жезуш в Португалии, подобно монастырю на берегу Истры, иллюстрирует идею локального Нового Иерусалима

Первой русской кальварией является Новый Иерусалим царя Алексея Михайловича и патриарха Никона, построенный на берегу реки Истра, переименованной в Иордан. Тот факт, что царь Алексей Михайлович назвал Воскресенский монастырь с окрестностями Новым Иерусалимом после возвращения из литовского похода, — отсылает нас к истории строительства польских и литовских кальвариев — Зебжидовской (начало строительства 1602 г.), Жямайтийской (1633—1649), — которые были названы Новыми Иерусалимами. Русский Новый Иерусалим построен по кальварийской программе, которая содержится в знаменитом проскинитарии Арсения Суханова. Когда-то в Воскресенском соборе был «Жалостный путь на Голгофу» и стояла статуя Христа, несущего крест, в натуральный рост человека.

## Известные кальварии
- Бяржорская кальвария в Литве (Плунгеский район)
- Вейхеровская кальвария в Польше;
- Вильнюсская кальвария в Литве, город Вильнюс;
- Жемайтская Кальвария в Литве;
- Зебжидовская кальвария в Польше;
- Кальвария в Трегье, Франция;
- Кальварийское кладбище в Минске;
- Лурдская кальвария в Лурде, Франция;
- Мядельская кальвария в Белоруссии;
- Минская кальвария в Белоруссии;
- Финистерская кальвария во Франции;
- Цвиковская кальвария в Чехии;

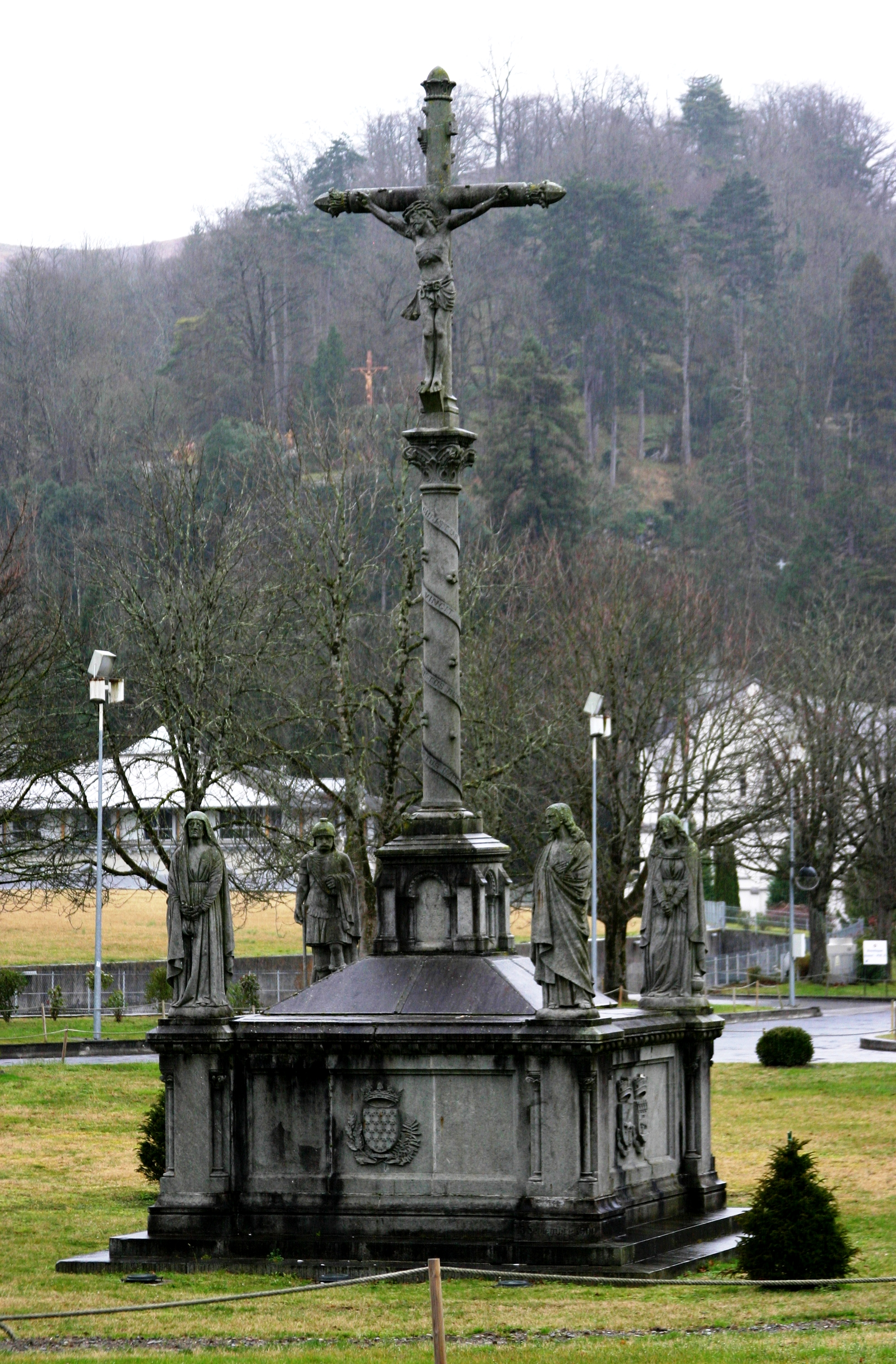
Кальвария в Лурде, Франция
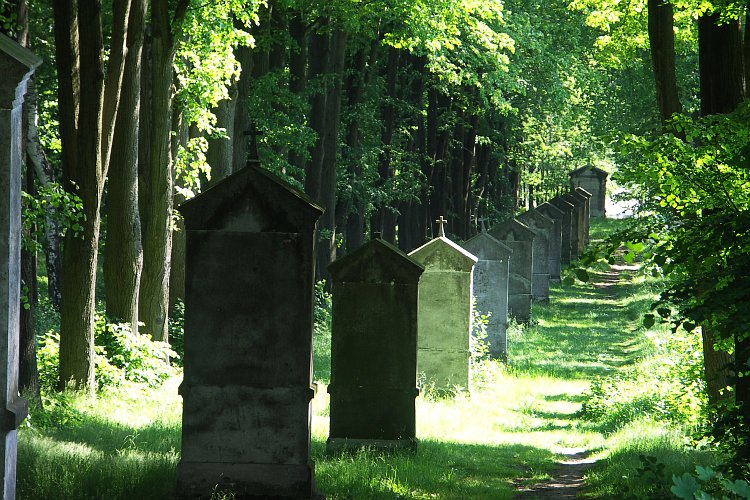
Кальвария в Цвикове, Чехия
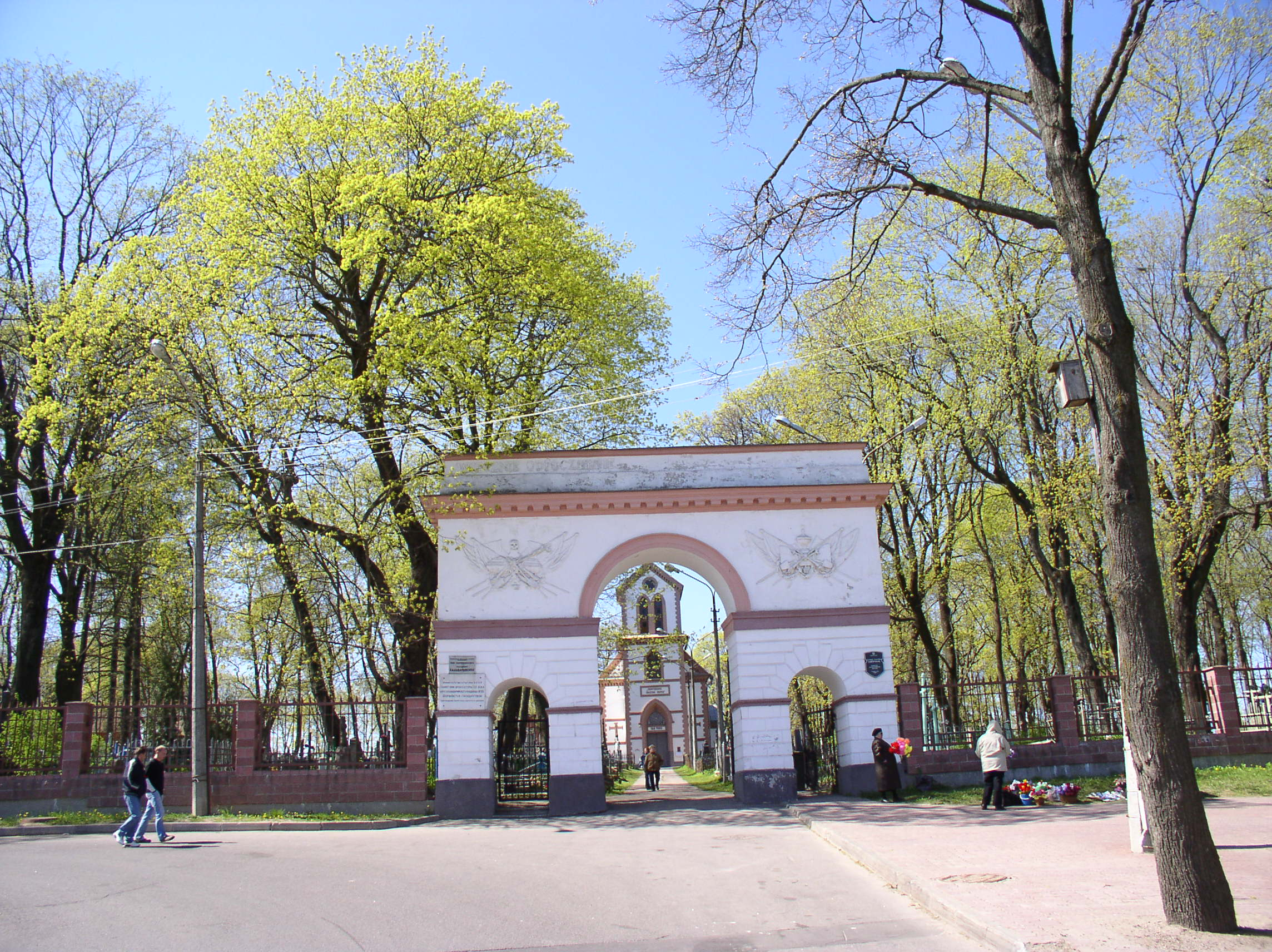
Кальвария в Минске, Беларусь
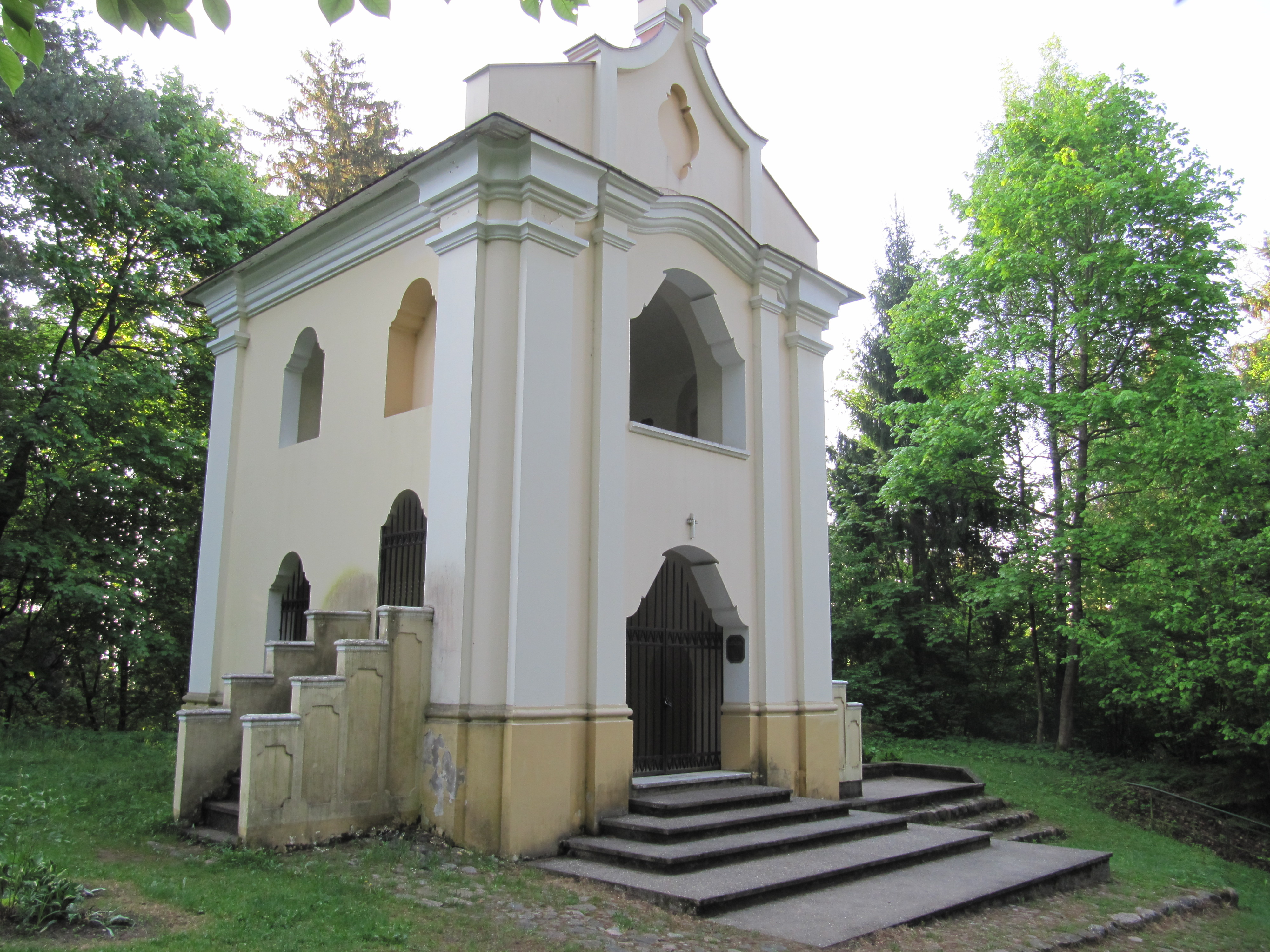
Вильнюсская кальвария, Литва
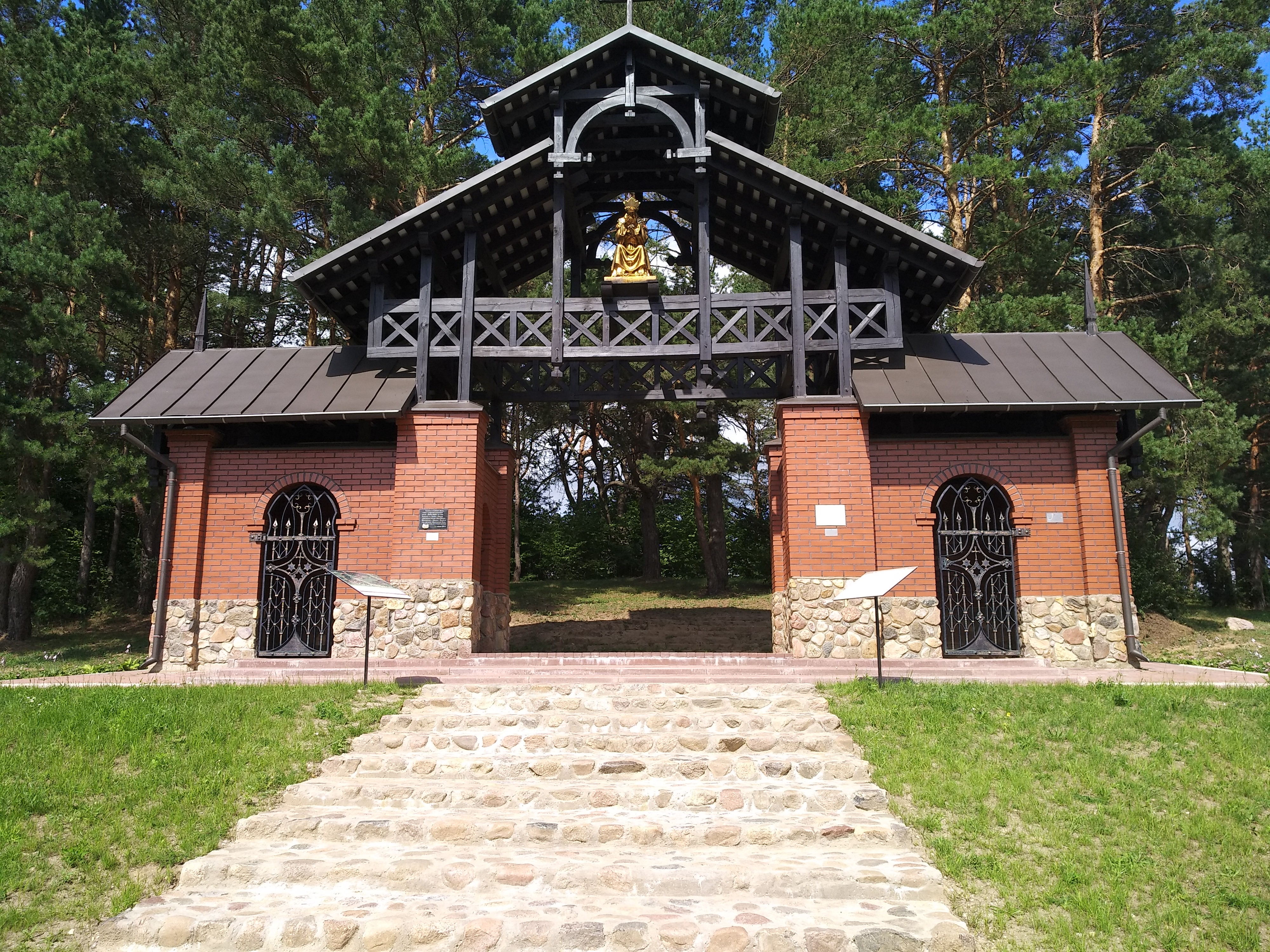
Мядельская кальвария, Беларусь